# Knížkovice
Knížkovice jsou vesnice, část města Zdice v okrese Beroun ve Středočeském kraji. Nachází se asi 1,8 kilometru západně od Zdic. Vesnice leží v Chráněné krajinné oblasti Křivoklátsko.

## Historie
První písemná zmínka o vesnici pochází z roku 1593.

## Obyvatelstvo
| Rok            | 1869 | 1880 | 1890 | 1900 | 1910 | 1921 | 1930 | 1950 | 1961 | 1970 | 1980 | 1991 | 2001 | 2011 | 2021 |
| -------------- | ---- | ---- | ---- | ---- | ---- | ---- | ---- | ---- | ---- | ---- | ---- | ---- | ---- | ---- | ---- |
| Počet obyvatel | 190  | 194  | 203  | 232  | 267  | 277  | 276  | 212  | 231  | 214  | 167  | 147  | 135  | 167  | 192  |
| Počet domů     | 28   | 33   | 36   | 39   | 40   | 52   | 61   | 62   | 62   | 63   | 58   | 64   | 74   | 78   | 83   |

## Obecní správa
Při sčítání lidu v letech 1850–1899 byly Knížkovice osadou města Zdice v okrese Hořovice. V letech 1900–1960 byly samostatnou obcí, nejprve v okrese Hořovice, od roku 1960 v okrese Beroun. Od 1. července 1960 jsou opět částí města Zdice v okrese Beroun.